# 3 Brygada Przeciwdesantowa
3 Brygada Przeciwdesantowa (3 BPdes) – związek taktyczny piechoty Sił Zbrojnych PRL.
Brygada została sformowana w 1951 roku, w garnizonie Kołobrzeg, w składzie Okręgu Wojskowego Nr II. W 1953 roku jednostka została podporządkowana dowódcy Korpusu Przeciwdesantowego. Od 1954 roku ponownie podlegała pod Dowództwo OK II. Jesienią 1956 roku została przeformowana w 3 Brygadę Obrony Wybrzeża. Jesienią 1958 roku brygada została przeformowana w 82 Pułk Zmechanizowany.

## Struktura organizacyjna 3 BPdes
- Dowództwo 3 Brygady Przeciwdesantowej
- 15 batalion przeciwdesantowy
- 18 batalion przeciwdesantowy (skadrowany)
- 54 dywizjon artylerii
- 26 bateria moździerzy 120 mm
- 23 bateria przeciwlotnicza

## Dowódcy brygady
- Otton Roczniok